# Гайкович, Владимир Альбертович
Владимир Альбертович Гайкович (30 марта 1903, Санкт-Петербург — 1997) — советский архитектор, градостроитель, участник Великой Отечественной войны.

## Биография
Родился 30 марта 1903 года в Ленинграде.
Учился в 1924—1928 годах в Ленинградском Высшем художественно-техническом институте (ЛВХТИ, бывш. Академия художеств, ВХУТЕИН). Среди преподавателей: А. Е. Белогруд, Л. Н. Бенуа, В. Г. Гельфрейх, Л. В. Руднев, С. С. Серафимов, И. А. Фомин, В. А. Щуко.
В 1937 году вступил в Союз архитекторов СССР. Архитектор Гипрогора.
Преподавал в Ленинградском институте инженеров коммунального строительства.

## Ленинград
Первые проекты исполнены В. А. Гайковичем в Ленинграде в сотрудничестве с товарищами по ЛВХТИ — Академии художеств:
- Стадион «Динамо» с дворцом физкультуры на Крестовском острове (1931 г.; совместно с Е. И. Катониным, Л. М. Поляковым; конкурс);
- Центральный парк культуры и отдыха (1931 г.; совместно с Е. И. Катониным, В. В. Даниловым, Т. И. Ичугиной, Л. М. Поляковым; конкурс);
- Универмаг Наркомснаба СССР (ок. 1933 г.; совместно с Е. И. Катониным; инж. С. И. Катонин);
- Общегородской центр Ленинграда — площадь у Дома Советов (1939—1940 гг.; соавтор В. В. Степанов, консультант В. А. Витман; конкурс).

## Другие города. Проекты и постройки
- Сталинабад — планировка (1931—1938 гг.; соавторы: Л. А. Ильин — руководитель, Н. В. Баранов);
- Ярославль — планировка (1935—1938 гг.; соавторы: Л. А. Ильин — руководитель, Н. В. Баранов; осуществлён частично);
- Баку — планировка (1936—1938 гг.; соавторы: Л. А. Ильин — руководитель, Н. В. Баранов);
- Орёл — планировка центра города (1945—1947 гг.; соавторы: В. Г. Гельфрейх, Г. В. Щуко); проект новой улицы (1963 г.) — Брестской со строительством автомобильного моста через реку Орлик.
- Ульяновск — планировка центра города[3].